# Scotorythra oxyphractis
Scotorythra oxyphractis är en fjärilsart som beskrevs av Edward Meyrick 1899. Scotorythra oxyphractis ingår i släktet Scotorythra och familjen mätare. Inga underarter finns listade.